# Opowieści z krypty – orgia krwi
Opowieści z krypty – orgia krwi (ang. Bordello of Blood) – amerykański film z pogranicza czarnej komedii i horroru. Film bazuje na serialu telewizyjnym Opowieści z krypty.

## Treść
Prywatny detektyw, Rafe Guttman prowadzi śledztwo w sprawie zaginięcia brata swojej klientki Katherine. Poszukiwania doprowadzają go do domu pogrzebowego, który tak naprawdę okazuje się domem publicznym prowadzonym przez wampiry. Trafiają tam młodzi mężczyźni, którzy szukają mocnych wrażeń. Za pomocą tajemniczej trumny przenoszą się do podziemnego lokalu, gdzie spotykają piękne wampirzyce, które podczas namiętnego pocałunku zjadają ich. Na czele wampirzyc stoi demoniczna Lilith.

## Główne role
- Dennis Miller - Rafe Guttman
- Erika Eleniak - Katherine Verdoux
- Angie Everhart - Lillith
- Chris Sarandon - Reverend J.C. Current
- Corey Feldman - Caleb Verdoux
- Aubrey Morris - McCutcheon
- Phil Fondacaro - Vincent Prather
- Juliet Reagh - Tallulah
- Eli Gabay - Miguel
- Matt Hill - Reggie
- Eric Keenleyside - Noonan
- John Kassir - Gospodarz krypty (głos)